# Schaep Ahoy
Schaep Ahoy is een Nederlandse televisieserie van de KRO. De serie is een vervolg op 't Schaep in Mokum.

## Verhaal
Kootje heeft een cruise op de Rijn gewonnen en neemt Door mee op vakantie. Door verheugt zich op een romantische reis, maar hun Amsterdamse vrienden weten dit al snel te verstoren door allemaal mee te varen op de MS Willem Alexander. Nog voor het schip goed en wel uitvaart wordt de kapitein getroffen door een hartaanval. Riek ziet haar kans schoon en schuift Arie naar voren als kapitein.

## Personages
| Hoofdrollen                 | Hoofdrollen           |
| --------------------------- | --------------------- |
| Kootje de Beer              | Pierre Bokma          |
| Doortje Lefèvre             | Loes Luca             |
| Lukas Blijdtschap           | Marc-Marie Huijbregts |
| Lena Braams                 | Georgina Verbaan      |
| Arie Balk                   | Ton Kas               |
| Riek Balk                   | Jenny Arean           |
| Huipie van Duivenbode       | Laus Steenbeeke       |
| Greet van Duivenbode        | Bianca Krijgsman      |
| Barend Bots                 | Guy Clemens           |
| Gastrollen (per aflevering) |                       |
| Aflevering 1                |                       |
| Kapitein Karel Leegwater    | Paul R. Kooij         |
| Aflevering 2                |                       |
| Colporteur Cees             | Peter Blok            |
| Aflevering 3                |                       |
| Meneer Frantzen             | Bart Klever           |
| Inspecteur Hoffman          | Peter Bolhuis         |
| Lijkschouwer Leeflang       | Reinier Bulder        |
| Aflevering 4                |                       |
| Lutz Lehman                 | Kees Hulst            |
| Manuela                     | Ellen Pieters         |
| Gehandicapte meneer         | Serge-Henri Valcke    |
| Aflevering 5                |                       |
| Trijntje Kwakman            | Alexandra Alphenaar   |
| Aflevering 6                |                       |
| Lieve van Aarsgebeuren      | Veerle Dobbelaere     |
| Tandarts Yves               | Warre Borgmans        |
| Aflevering 7                |                       |
| Ramona                      | Katja Schuurman       |
| Delano                      | Joshua Timisela       |
| Randy                       | Mingus Dagelet        |
| Donnie                      | Joenoes Polnaija      |
| Rocky                       | Gerson Oratmangoen    |

## Afleveringen
| Aflevering | Uitzenddatum  | Titel           | Aflevering informatie | Kijkers   |
| ---------- | ------------- | --------------- | --- | --------- |
| 1          | 14 maart 2015 | All inclusive   | Kootje heeft een cruise gewonnen over de Rijn en neemt Door mee op de MS Alexander. Door verheugt zich op een vakantie zonder Arie, Riek, Greet, Huibie, Lukas en Lena, maar tot haar grote schrik varen zij allemaal gezellig mee. Als de kapitein tijdens het welkomstwoordje wordt getroffen door een hartaanval, neemt Arie op aandringen van Riek het roer over.                                                                                 | 2.017.000 |
| 2          | 21 maart 2015 | Broeders hoeder | De MS Alexander meert aan in de Hanzestad Deventer, alwaar colporteur Cees met een C zoals elke reis zijn verkoopavond aan boord organiseert. Riek weet al snel een geldelijke deal te maken met Cees, terwijl Lena meer in zijn lichaam geïnteresseerd is. Huib geeft Arie zwemles, maar door een onderonsje met Lukas en Kootje over een hendel en een nippeltje, verzuipt Arie. Huib heeft heimwee en mag van Greet naar de tweeling en naar huis. | 1.363.000 |
| 3          | 4 april 2015  | Moordspel       | Doordat de boot 's nachts stil moet blijven liggen in het Tjeukemeer krijgt Lukas het idee om een moordspel te spelen. De Amsterdamse vrienden vinden een verkleedkist die vol zit met kleding uit de jaren 30. Het moordspel krijgt een plotselinge wending waarbij de waterpolitie dient te worden ingeschakeld. | 1.580.000 |
| 4          | 11 april 2015 | De Zonnebloem   | Eenmaal in Maastricht aangemeerd komt Stichting De Zonnebloem aan boord van de MS Alexander. Een van de begeleiders is Doors oude liefde Lutz Lehman. Een van de cliënten is de gehandicapte Manuela, zij blijkt de oude jeugdliefde van Arie te zijn. | 1.374.000 |
| 5          | 18 april 2015 | Volendam        | Het cruiseschip is inmiddels via een omweg aangekomen in Volendam alwaar de passagiers door een stel mysterieuze ogen in de gaten worden gehouden. Op meerdere plaatsen verschijnt het woord "WAAROM?". Er zitten trouwringen verstopt in de Volendamse klederdracht van Lena en Riek vindt een verdord trouwboeket op haar kussen. | 1.419.000 |
| 6          | 25 april 2015 | België          | De MS Alexander vaart door de Vlaamse wateren waar seksuologe Lieve van Aarsgebeuren en haar man, de tandarts Yves aan boord komen. Zij worden door Riek uitgenodigd voor captains' diner. De Amsterdamse vrienden bereiden zich voor op een Vlaamse Ballroom Dancing wedstrijd. Alleen is het vinden van een danspartner niet voor eenieder even gemakkelijk. De liefde tussen Barend en Lukas wordt steeds heviger.                                 | 2.290.000 |
| 7          | 2 mei 2015    | De Kaping       | In het Friese Joure ontmoet Lena een oud-klasgenoot, de Molukse Ramona. Samen met haar broers heeft Ramona andere plannen met de boot en haar onschuldige passagiers en tracht zij deze uit te werken | 1.734.000 |
| 8          | 9 mei 2015    | De Lorelei      | Op de Amsterdamse vrienden na hebben alle passagiers het schip verlaten. De MS Alexander legt koers naar Duitsland. Lukas begint vanuit zijn hut Radio Blijdschap, zijn programma's bestaan uit adviezen over uit de kast komen en hij draait continu Duitse klassiekers. Het schip komt in noodweer terecht en de vraag is of alle passagiers het er levend vanaf brengen.                                                                           | 1.926.000 |

## Liederen
Aflevering 1
- "Opzij, opzij, opzij" – Marc-Marie Huijbregts, Pierre Bokma, Jenny Arean, Bianca Krijgsman, Loes Luca, Laus Steenbeeke, Ton Kas (origineel: Herman van Veen)
- "Terug naar de kust" – Marc-Marie Huijbregts, Loes Luca, Pierre Bokma (origineel: Maggie MacNeal)
- "Ding-a-dong" – Loes Luca, Pierre Bokma, Bianca Krijgsman, Laus Steenbeeke, Guy Clemens, Georgina Verbaan, Marc-Marie Huijbregts, Ton Kas, Jenny Arean (origineel: Teach-In)

Aflevering 2
- "'t Is genoeg" – Loes Luca (origineel: Conny Vandenbos)
- "Vriendschap" – Ton Kas, Laus Steenbeeke (origineel: Het Goede Doel)
- "Dromen zijn bedrog" – Marc-Marie Huijbregts, Loes Luca, Georgina Verbaan, Pierre Bokma, Jenny Arean, Bianca Krijgsman, Ton Kas, Laus Steenbeeke (origineel: Marco Borsato)

Aflevering 3
- "Mississippi" – Pierre Bokma, Ton Kas, Guy Clemens, Marc-Marie Huijbregts, Jenny Arean, Georgina Verbaan, Loes Luca, Bianca Krijgsman (origineel: Pussycat)
- "België (Is er leven op Pluto?)" – Jenny Arean, Ton Kas (origineel: Het Goede Doel)
- "Het is een nacht..." – Pierre Bokma, Loes Luca, Georgina Verbaan, Marc-Marie Huijbregts, Bianca Krijgsman, Guy Clemens, Ton Kas, Jenny Arean (origineel: Guus Meeuwis)

Aflevering 4
- "Breng eens een zonnetje" – Loes Luca, Jenny Arean, Georgina Verbaan, Bianca Krijgsman (origineel: Bob Scholte)
- "Manuela" – Ton Kas (origineel: Jacques Herb)
- "Allemaal angst" – Pierre Bokma, Loes Luca, Marc-Marie Huijbregts, Ton Kas, Jenny Arean, Bianca Krijgsman, Guy Clemens, Georgina Verbaan (origineel: Robert Long)

Aflevering 5
- "Onderweg" – Georgina Verbaan, Marc-Marie Huijbregts (origineel: Abel)
- "Volendammer medley" ("Una Paloma Blanca", "Mon Amour", "One Way Wind" en "Ik hou van jou") – Loes Luca, Jenny Arean, Bianca Krijgsman, Georgina Verbaan, Ton Kas, Pierre Bokma, Alexandra Alphenaar (origineel: George Baker Selection, BZN, The Cats en Maribelle)
- "Als de morgen is gekomen" – Pierre Bokma, Marc-Marie Huijbregts, Ton Kas, Loes Luca, Bianca Krijgsman, Jenny Arean, Georgina Verbaan, Guy Clemens (origineel: Jan Smit)

Aflevering 6
- "Brussel" – Loes Luca, Jenny Arean, Bianca Krijgsman, Marc-Marie Huijbregts (origineel: Gé Korsten, Liesbeth List of Jacques Brel)
- "Liefde van Later" – Jenny Arean, Ton Kas (origineel: Herman van Veen)
- "Chachacha" – Loes Luca, Pierre Bokma, Marc-Marie Huijbregts, Guy Clemens, Georgina Verbaan, Jenny Arean, Ton Kas, Bianca Krijgsman (origineel: Raymond van het Groenewoud)

Aflevering 7
- "Je hoeft me niet te zeggen hoe ik leven moet" – Loes Luca, Pierre Bokma, Marc-Marie Huijbregts, Georgina Verbaan, Jenny Arean, Ton Kas, Bianca Krijgsman (origineel: Benny Neyman)
- "Ramona" – Pierre Bokma (origineel: The Blue Diamonds)
- "Brandend zand" – Katja Schuurman, Georgina Verbaan (origineel: Anneke Grönloh)

Aflevering 8
- "Als het golft" – Ton Kas, Pierre Bokma, Marc-Marie Huijbregts, Guy Clemans, Loes Luca, Georgina Verbaan, Bianca Krijgsman, Jenny Arean (origineel: De Dijk)
- "Vluchten kan niet meer" – Guy Clemens, Marc-Marie Huijbregts (origineel: Jenny Arean & Frans Halsema)
- "We zullen doorgaan" – Pierre Bokma, Loes Luca, Georgina Verbaan, Marc-Marie Huijbregts, Bianca Krijgsman, Guy Clemens, Ton Kas, Jenny Arean (origineel: Ramses Shaffy)

## Trivia
- Laus Steenbeeke speelt alleen mee in de eerste twee afleveringen. Door eerder geplande theaterwerkzaamheden kon hij de andere opnamedagen niet aanwezig zijn.[10]
- Het personage Lutz Lehman kwam ook al voor in 't Vrije Schaep. Hij werd toen echter gespeeld door Theu Boermans in plaats van door Kees Hulst.